# Francisco Rebolo
Francisco Rebolo Gonsales (São Paulo, 22 de agosto de 1902 – São Paulo, 10 de julho de 1980) foi um pintor, gravurista e futebolista brasileiro. Membro fundador do famoso Grupo Santa Helena, foi um dos mais importantes pintores brasileiros da segunda geração de modernistas, ajudando a consolidar o movimento e a democratizar a arte. Rebolo também é o criador do escudo do Sport Club Corinthians Paulista, desenhado no início da década de 1930.

## Biografia
Filho de Francisco Rebollo Merguizo e Rosa González Rodríguez, imigrantes espanhóis da Andaluzia que chegaram ao Brasil no fim do século XIX, foi o quinto filho do casal, nascido no bairro da Mooca, em São Paulo. Mestre de duas artes, Francisco Rebolo viveu intensamente duas trajetórias, a de jogador de futebol e a de pintor.

### Futebolista
Iniciou sua carreira de jogador semiprofissional pela Associação Atlética São Bento em 1917. Atuou no Sport Club Corinthians Paulista entre 1921 e em 1927, e em seguida defendeu o Ypiranga, também da cidade de São Paulo. Encerrou sua carreira como atleta em 1934 para dedicar-se mais intensamente à carreira de pintor.
Sua ligação com o Corinthians permaneceu forte mesmo após encerrar a carreira, sendo ele o criador do atual escudo do clube, desenhado no início da década de 1930.

### Carreira
Em 1915, empregou-se como aprendiz de decorador, iniciando seu contato com tintas e pincéis. Fez decorações de diversas casas e detalhes de Igrejas de Santa Ifigênia e Santa Cecília, em São Paulo. Estas experiências foram muito favoráveis ao seu desenvolvimento como artista anos depois. Sua carreira como decorador cresce, fazendo-o transferir seu ateliê de pintura e decoração para a sala nº 231 do Edifício Santa Helena, na Praça da Sé em 1934, fato que marca o início de sua carreira como pintor. No ano seguinte começa a estruturar o Grupo Santa Helena, famoso por unir artistas de diferentes estilos, mas que tinham a mesma paixão pela arte. A este grupo pertenciam, além de Rebolo, Fulvio Pennacchi, Aldo Bonadei, Humberto Rosa, Manuel Martins, Clóvis Graciano, Mario Zanini, Alfredo Volpi e Alfredo Rizzotti. A origem social humilde e as afinidades profissionais levou Mário de Andrade a nomeá-los de “artistas proletários”, alcunha que perdurou e os caracterizou dentro do movimento modernista. Nesse mesmo ano participou de sua primeira exposição, no III Salão Paulista de Belas Artes. Daí em diante participaria de muitas outras, rendendo-lhe prestígio e prêmios.
Seu trabalho, assim como de seus companheiros do Grupo Santa Helena, foi reconhecido, e foram convidados a viajar para Minas Gerais a convite do então prefeito de Belo Horizonte, Juscelino Kubitschek, em companhia de outros intelectuais e artistas modernos. Em 1945, trabalhou com outros artistas para a criação do Clube dos Artistas e Amigos da Arte (Clubinho), do qual seria diretor. Também participou do movimento para a criação do Museu de Arte Moderna de São Paulo, o MAM.
Seu ateliê do Edifício Santa Helena foi fechado e reaberto em novo endereço, encerrando um importante ciclo profissional em 1952. Durante dois anos, entre 1955 e 1957, residiu na Europa com sua família, trabalhando em restaurações no Vaticano e realizando exposições na Itália. Devido a problemas de saúde, se viu obrigado a afastar-se temporariamente das tintas, iniciando a fase de gravuras em 1963, incentivado por seu amigo Marcelo Grassmann.
Rebolo é considerado um dos mais importantes paisagistas da pintura brasileira, tendo sempre a preservação do meio ambiente e o respeito a figura humana como essência em seu trabalho. Sua obra, com um total estimado superior a três mil pinturas, centenas de desenhos e um conjunto de cinquenta diferentes gravuras, de variadas técnicas, além das paisagens, envolve também como temática um expressivo conjunto de retratos, figuras, naturezas-mortas e flores. Hoje, a imagem, direitos e catalogação de obras é gerida pelo Instituto Rebolo. Os trabalhos de Rebolo estão nos principais museus do Brasil e do Mundo como MAC, MAM, PINACOTECA e no MoMA de Nova Iorque, além de acervos de órgãos culturais e governamentais e em coleções particulares em todo o Brasil.

## Morte
Francisco Rebolo morreu de infarto em 10 de julho de 1980, em sua casa no bairro do Morumbi, em São Paulo.

## Cinema
Em 1978, foi lançado o documentário O Anel Lírico, sobre vida e obra do artista, com direção e produção de Olívio Tavares de Araújo.